# Caniner Diabetes mellitus

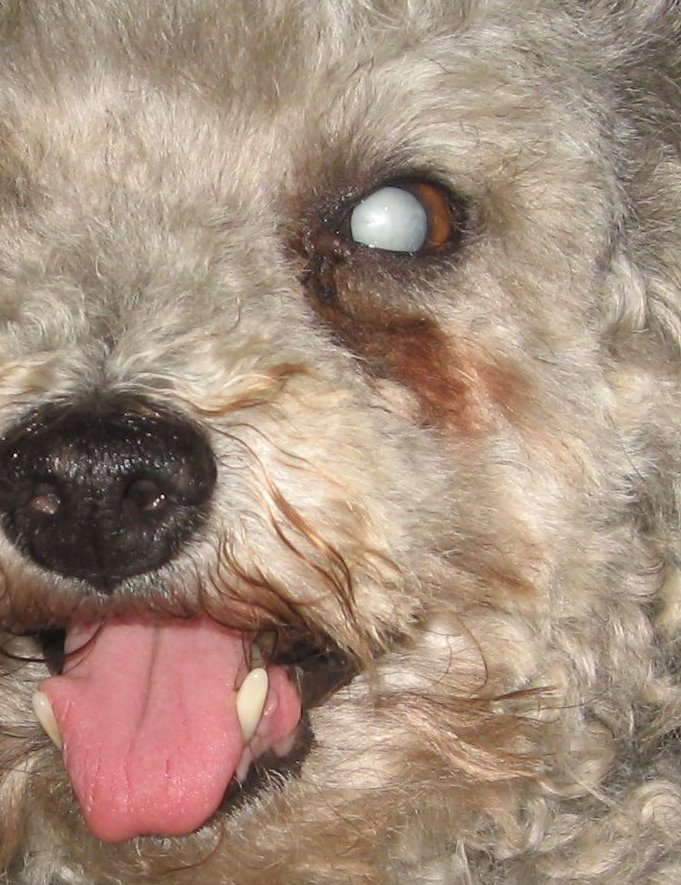
Linsentrübung ist eine häufige Begleiterscheinung der Zuckerkrankheit beim Hund.

Caniner Diabetes mellitus ist der medizinische Fachbegriff für die Zuckerkrankheit (Diabetes mellitus) beim Haushund (lateinisch canis ‚Hund‘). In der Umgangssprache werden auch die Begriffe Hundediabetes für die Krankheit und Zuckerhund für einen erkrankten Hund verwendet. Die Anfangssymptome sind vermehrter Durst bei vermehrtem Harnabsatz sowie Abmagerung trotz erhöhter Nahrungsaufnahme. Die Zuckerkrankheit bedarf bei Hunden praktisch immer einer lebenslangen Gabe von Insulin, ist aber gut beherrschbar.

## Häufigkeit
Wie beim Menschen, so nimmt beim Hund die Anzahl der Zuckerkranken zu. Es ist jedoch unklar, ob die Krankheitshäufigkeit real ansteigt oder ob die Erkrankung durch die verbesserte Diagnostik in der Tierarztpraxis nur häufiger erkannt wird. Man schätzt, dass etwa 0,3 bis 1 % der Gesamtpopulation der Haushunde an Diabetes mellitus erkrankt ist. Neben dem Hyperadrenokortizismus ist die Zuckerkrankheit die häufigste Hormonstörung des Hundes. Bis vor einigen Jahren erkrankten mehr weibliche Tiere, heute ist das Geschlechtsverhältnis ausgeglichener – vermutlich, da Hündinnen verstärkt und früher kastriert werden.

## Formen
Die Einteilung des caninen Diabetes mellitus wird in der Fachliteratur unterschiedlich gehandhabt. Prinzipiell lässt sich die Erkrankung in den insulinabhängigen (engl.: insulin-dependent diabetes mellitus, IDDM) und nichtinsulinabhängigen (engl.: non-insulin-dependent diabetes mellitus, NIDDM) einteilen. Grundsätzlich können auch beim Hund alle Formen der Zuckerkrankheit auftreten. In der Praxis wird jedoch fast ausschließlich der insulinabhängige Diabetes mellitus (Typ-I-Diabetes entsprechend der DDG-Einteilung) beobachtet, der nichtinsulinabhängige (Typ-II-Diabetes) – also eine Insulin-Resistenz der peripheren Insulin-Zielzellen – im Gegensatz zu Mensch und Katze so gut wie nie.
Beim primären Diabetes mellitus mit absolutem Insulinmangel (Typ-I-Diabetes) arbeiten die insulinproduzierenden β-Zellen der Langerhans-Inseln der Bauchspeicheldrüse nicht mehr oder nicht mehr ausreichend. Die Ursachen sind nicht vollständig geklärt, es handelt sich vermutlich um ein Zusammenspiel genetischer Disposition mit äußeren Faktoren wie infektiöse, toxische oder entzündliche Schädigungen. Sie führen zu einer Antikörperbildung gegen verschiedene Anteile der Langerhans-Inseln und letztlich zu einer Zerstörung der β-Zellen. Er macht beim Hund mehr als die Hälfte der Fälle aus, entwickelt sich aber, im Gegensatz zum Menschen, vorwiegend bei erwachsenen Tieren.
Der sogenannte sekundäre Diabetes mellitus (Typ-III-Diabetes des Menschen) entsteht als Folgeerkrankung. Man spricht auch von ‚anderen spezifischen Typen‘ des Diabetes. Zu den möglichen Ursachen gehören eine Bauchspeicheldrüsenentzündung (Pankreatitis), ein Pankreastumor, eine Nebennierenüberfunktion (Cushing-Syndrom), eine Schilddrüsenunterfunktion (Hypothyreose) oder eine übersteigerte Ausschüttung des Wachstumshormons (Hypersomatotropismus). Außerdem kann ein sekundärer Diabetes mellitus durch die Verabreichung diabetogener Medikamente (Glucocorticoide, Wachstumshormon, Gestagene) ausgelöst werden. Am häufigsten tritt dieser Diabetes-Typ im Diöstrus bei unkastrierten Hündinnen auf. Hierbei stimuliert das von den Eierstöcken ausgeschüttete Progesteron die Bildung des Wachstumshormons, welches als Gegenspieler von Insulin wirkt.
Sowohl primärer als auch sekundärer Diabetes mellitus sind beim Hund, im Gegensatz zur Katze, in der Regel irreversibel. Sehr selten können aber auch Remissionen auftreten.

## Krankheitsentstehung

### Risikofaktoren
Es existieren verschiedene genetische und auch umweltbedingte Faktoren, die das Auftreten eines Diabetes beim Hund begünstigen können. Übergewicht scheint das Krankheitsrisiko nur wenig zu beeinflussen. Die Spaziergangshäufigkeit und -dauer beeinflussen das Risiko nicht, hingegen kann es durch regelmäßige sportliche Aktivität verringert werden. Bei der Fütterung erhöhen selbst zubereitete Diäten im Vergleich mit Trockenfutter das Risiko, dasselbe gilt für eine häufige Gabe von Leckerli. Darüber hinaus haben Hunde unter 22,7 kg Körpergewicht im Vergleich zu größeren Hunden ein erhöhtes Risiko, ältere Hunde sind häufiger betroffen als junge und unkastrierte Hündinnen häufiger als Rüden. Die meisten Neuerkrankungen treten im Alter von fünf bis zwölf Jahren auf.
Rassen mit einem hohen Diabetesrisiko (Relatives Risiko > 5) sind Samojede und Cairn Terrier. Ein mäßig erhöhtes Risiko (RR 2–5) besteht bei Pudel, Border Terrier, English Setter, Dackel, Langhaarcollie, Border Collie, Schnauzer, Yorkshire Terrier und Bichon Frisé. Rassen mit unterdurchschnittlichem Risiko (RR < 0,7) sind Deutscher Boxer, Weimaraner, Deutscher Schäferhund, Staffordshire Bullterrier, Golden Retriever und English Springer Spaniel.

### Pathophysiologie
Im Gegensatz zum Diabetes des Menschen ist der canine Diabetes überwiegend durch Insulinmangel bedingt (Typ I), Diabetes durch Insulinresistenz (Typ II) ist bei Hunden sehr selten. Mit dem Insulinmangel kann Traubenzucker (Glucose) nicht mehr in den Zellen verwertet werden. Zudem treten Störungen im Fett- und Aminosäurestoffwechsel auf. Infolge der gestörten Verwertbarkeit der Glucose, die durch die Aufnahme über die Nahrung und durch Synthese in der Leber im Körper vorkommt, reichert sie sich zunächst im Blut an (Hyperglykämie). Ab einem gewissen Grenzwert – der Nierenschwelle von etwa 180 mg/dl bzw. 10 mmol/l – wird die Rückgewinnungskapazität in den Nierenkanälchen überschritten, und es kommt zur Zuckerausscheidung im Harn (Glucosurie). Infolge der osmotischen Wirkung der Glucose wird auch vermehrt Wasser über den Harn ausgeschieden, die Urinmenge steigt also an (Polyurie). Der erhöhte Wasserverlust wird durch eine vermehrte Wasseraufnahme (Polydipsie) ausgeglichen. Der Glucosemangel im Gehirn, speziell im Sättigungszentrum im Hypothalamus, führt zu Hunger und gesteigerter Nahrungsaufnahme (Polyphagie). Infolge der gestörten Glucoseverwertung versucht der Körper, den Energiemangel durch Abbau von Proteinen (vor allem aus der Muskulatur) und Fett zu kompensieren. Dies führt zu Abmagerung (Inanition, Kachexie).
Bei längerem Bestehen eines Insulinmangels kann es zu einer weiteren Stoffwechselentgleisung, der sogenannten Ketoazidose, kommen. Infolge des gesteigerten Fettabbaus werden vermehrt Fettsäuren freigesetzt, die vom Körper nicht mehr im Zitronensäurezyklus verwertet werden können, sondern in der β-Oxidation zu Ketokörpern umgewandelt werden. Da Ketokörper einen sauren pH-Wert haben, kommt es zu einer Übersäuerung (Azidose). Die überschüssigen Ketokörper können ebenfalls über den Urin ausgeschieden werden (Ketonurie) und verstärken infolge ihres osmotischen Effekts die Polyurie. Eine ausgeprägte Ketoazidose ist ein lebensbedrohlicher Zustand.
Ein weiterer wichtiger pathogenetischer Faktor ist die Glucose- und Lipotoxizität. Hierunter versteht man einen programmierten Zelltod der β-Zellen der Bauchspeicheldrüse infolge hoher Blutzucker- und Blutfettwerte. Dies führt zu einem fortschreitenden Verlust an insulinproduzierenden Zellen und damit zu einer Abnahme der Insulinsekretion auch beim Typ II- und Typ III-Diabetes.

## Klinische Erscheinungen
Eine Zuckerkrankheit bleibt zunächst häufig unbemerkt, falls nicht bei Routineuntersuchungen ein erhöhter Blutzuckerspiegel entdeckt wird. Klinische Symptome treten erst auf, wenn es zu einer Glukoseausscheidung über den Harn (Glukosurie) oder zu einer Ketoazidose kommt. Typische Symptome einer klinisch manifesten Zuckerkrankheit sind übermäßige Flüssigkeitsaufnahme (Polydipsie), vermehrter Harnabsatz (Polyurie), stark erhöhte Futteraufnahme (Polyphagie) und Gewichtsverlust.
Werden diese Anfangssymptome übersehen, können sekundäre Symptome vorherrschen. Oft wird vom Besitzer als erstes Symptom ein nachlassendes Sehvermögen festgestellt, was auf eine Diabetes-induzierte Linsentrübung zurückzuführen ist. Dabei wird die auch vermehrt im Kammerwasser auftretende Glukose in der Linse durch das Enzym Aldose-Reduktase in Sorbitol umgesetzt, welches sich dort anreichert und aufgrund des osmotischen Wassereinstroms zum Grauen Star (Katarakt) führt.
Nicht selten wird ein Diabetes mellitus erst bei einer manifesten Ketoazidose bemerkt. Hier ist das Allgemeinbefinden stark gestört, die Tiere können abgeschlagen oder sogar komatös sein.

## Diagnostik
Die Kriterien für die Diagnose des Diabetes mellitus sind in der Veterinärmedizin nicht einheitlich. Um einen Konsens für die diagnostischen Kriterien bei Hunden (und auch Katzen) festzulegen, haben die European Society of Veterinary Endocrinology (ESVE) und die Society of Comparative Endocrinology (SCE) unter Einbeziehung internationaler Experten das Projekt ALIVE (Agreeing Language in Veterinary Endocrinology) gestartet. Die diagnostischen Kriterien für Hunde lauten:
- Ein nüchterner oder nicht nüchterner Blutzuckerwert von ≥ 200 mg/dl (11,1 mmol/l) mit klassischen klinischen Anzeichen einer Hyperglykämie (ohne andere plausible Ursache) oder einer hyperglykämischen Krise;[15]
- Ein Nüchtern-Blutzuckerwert zwischen 126 mg/dl (7 mmol/l) und 200 mg/dl (11,1 mmol/l) mit oder ohne klinische Anzeichen einer Hyperglykämie oder hyperglykämischen Krise, sofern eine stressbedingte Hyperglykämie ausgeschlossen werden kann (in unsicheren Fällen sollten die Veränderungen im Blutzuckerspiegel durch wiederholte Messungen bestätigt werden);[15]

Neben der Bestimmung des Blutzuckerspiegels kann die Bestimmung des Fructosamingehalts sinnvoll sein, z. B. wenn klinische Anzeichen fehlen. Auch für das Langzeitmanagement des Diabetes ist die Messung des Fructosamin-Ausgangswertes sinnvoll. Bei neu diagnostizierten diabetischen Hunden liegt der Fructosamingehalt im Regelfall bei über 400 µmol/l.
Ein Nachweis von Glucose im Urin ist nicht beweisend, da er auch bei nierenkranken Hunden auftreten kann. Einen Hinweis auf einen Diabetes mellitus gibt der Glucosenachweis im Urin jedoch, wenn gleichzeitig das spezifische Gewicht des Urins hoch ist oder gleichzeitig Ketokörper im Urin auftreten.
Zur weiteren Abklärung sollte ein Blutbild, Blutchemie, eine Urinuntersuchung einschließlich Urinkultur und bei intakten Hündinnen eine Progesteron-Bestimmung oder eine Vaginalzytologie durchgeführt werden.

## Behandlung
Der Ersatz der insulinproduzierenden Langerhans-Inseln durch eine Inselzelltransplantation kommt bei Hunden nicht in Frage, obwohl diese Prozedur erstmals 1891 von Oskar Minkowski bei einem Hund durchgeführt wurde. Dieses Verfahren ist auch in der Humanmedizin immer noch im experimentellen Stadium und wird sich aufgrund der hohen Kosten wohl kaum in der Tiermedizin etablieren. Der canine Diabetes mellitus wird immer durch die Zufuhr von Insulin therapiert. Die orale Gabe von Antidiabetika ist beim Hund nicht indiziert.
Die European Society of Veterinary Endocrinology gibt folgende Behandlungsziele vor:
- Gute Lebensqualität für Tier und Besitzer
- Verschwinden der klassischen klinischen Diabetes-Anzeichen
- Vermeidung von Hypoglykämie und diabetischer Ketoazidose

- Normalisierung des Body-Condition-Scores

Bei unkastrierten Hündinnen ist die Kastration (Ovariohysterektomie) als erste Maßnahme zu empfehlen, da die Bildung von Progesteron während des Metöstrus oder Diöstrus zur Destabilisierung der Erkrankung führt und infolge des induzierten Insulin-Gegenspielers Somatotropin eine korrekte Einstellung auf Insulin nicht möglich ist. Im Idealfall, der allerdings nur selten eintritt, verschwinden die Symptome der Erkrankung mit der Entfernung der Eierstöcke, und es besteht kein weiterer Behandlungsbedarf.
Wird eine Insulintherapie begonnen, so wird in der Einstellungsphase durch die allmähliche Steigerung der Insulinmenge zunächst die erforderliche Insulindosis ermittelt. Dosiserhöhungen erfolgen dabei in Abständen von fünf bis sieben Tagen, um dem Organismus Zeit zu geben, sich anzupassen.
Etwa eine Woche nach Therapiebeginn wird eine Blutglukosekurve erstellt. Empfohlen werden dabei Messungen des Blutzuckerspiegels alle zwei Stunden in einem Zeitraum von 12 Stunden (Tagesprofil). Für Hunde, wie auch für Katzen, gibt es hierfür spezielle Glukometer. Das Erstellen der Kurve gibt Aufschluss darüber, ob die Insulindosis ausreichend hoch ist und die Insulinwirkung lange genug anhält sowie auch, ob eine Überdosierung vorliegt. Im weiteren Verlauf erfolgen regelmäßige Kontrolluntersuchungen.
Bis der Hund richtig eingestellt ist, kann es mehrere Wochen dauern. Als Spanne für die Nüchternblutglukose gilt, dass 270 mg/dl (15 mmol/l) nicht über- und 90 mg/dl (5 mmol/l) nicht unterschritten werden sollten.[A] Laut European Society of Veterinary Endocrinology ist ein bestimmtes Behandlungsergebnis aber nicht an einen allgemeinen spezifischen Zielwert der Blutglukose gebunden. Der Therapieerfolg lässt sich mit folgenden Herangehensweisen beurteilen:
- Systematische und standardisierte Bewertung der klassischen klinischen Anzeichen, idealerweise durch ein Scoring-System
- Bewertung der glykämischen Parameter in Blut, Interstitium und/oder Urin

Der Graue Star als typische Folge der Zuckerkrankheit beim Hund kann medikamentös nicht beeinflusst, sondern nur durch Entfernen der Linse behoben werden.

### Insulin-Präparate
In Deutschland sind zwei Insulinpräparate für Hunde zugelassen: ein mittellang wirksames, sogenanntes Intermediärinsulin vom Schwein (porcines Lente-Insulin, Handelsname Caninsulin von MSD Intervet) sowie seit 2019 zusätzlich ein rekombinant hergestelltes Langzeitinsulin (Protamin-Zink-Insulin, Handelsname ProZinc von Boehringer Ingelheim Vetmedica).
Das Insulin des Schweines ist strukturell mit dem des Hundes identisch. Da Caninsulin 35 % amorphes und 65 % kristallines Zinkinsulin enthält, hat es zwei Aktivitätsmaxima, nämlich nach 3 und nach 6–8 Stunden, der Nadir tritt mit etwa 8 Stunden auf. Die Wirkung hält etwa 14 Stunden an, Caninsulin wird daher zweimal täglich verabreicht. Die Mehrzahl der Hunde lässt sich mit Caninsulin gut einstellen. Für Caninsulin ist zur einfacheren Verabreichung auch ein Pen (Handelsname Vetpen) erhältlich. Wirkt Intermediärinsulin bei einem Individuum zu kurz, ist der Blutzuckerspiegel über längere Abschnitte eines Tages zu hoch und der Hund zeigt weiterhin vermehrtes Trinken und Urinieren. Wirkt Intermediärinsulin bei einem Individuum zu lang, kommt es im Überlappungsbereich zu einer Unterzuckerung und eventuell zu einem Somogyi-Effekt. Beide Zustände können nur über ein Tagesprofil oder eine kontinuierliche Blutzuckermessung erkannt werden und erfordern den Wechsel auf ein anderes Insulin.
Protamin-Zink-Insulin ist ein Komplex aus rekombinantem humanem Insulin, Protamin und Zink. Durch die Komplexbildung soll das Insulin im Körper des Hundes langsamer freigesetzt und die Wirkdauer auf ca. 24 Stunden erhöht werden. Studien zeigen, dass bei vielen diabetischen Hunden die Gabe einer Dosis pro Tag ausreicht, um den Blutzuckerspiegel zu kontrollieren und klinische Anzeichen des Diabetes zu minimieren.
Nach den arzneimittelrechtlichen Vorschriften dürfen andere Präparate nur im Sinne eines Therapienotstandes (Off-Label-Use), also bei ausbleibender oder ungenügender Wirkung oder Unverträglichkeit, angewendet werden. In diesen Fällen können auch Humaninsuline verwendet werden. Insulin glargin (Handelsname Lantus) wirkt beim Hund etwa 12 Stunden und muss daher ebenfalls zweimal täglich verabreicht werden. Der Nadir tritt nach zwei Stunden auf. Bisherige Studien zeigen, dass die Einstellungsqualität etwas schlechter als mit Caninsulin ist. Insulin detemir (Handelsname Levemir) wird vor allem bei Hunden eingesetzt, bei denen Caninsulin schlecht wirkt. Es hat beim Hund eine Wirkungsdauer von 14 Stunden, so dass es zweimal täglich verabreicht werden muss. Hier besteht allerdings im Überlappungsbereich beider Injektionen die Gefahr der Unterzuckerung.
Bei einem komplizierten Krankheitsverlauf können individuell abgestimmte Kombinationen aus langwirksamen und kurzwirksamen Insulinen eingesetzt werden.

### Unterstützende Maßnahmen
Die Fütterung einer ballaststoffreichen Nahrung mit komplexen Kohlenhydraten sorgt für eine langsamere und gleichmäßigere Glucoseaufnahme im Darm. Bei untergewichtigen Patienten kann aber eine rohfaserarme Diät sinnvoll sein. Treten hohe Blutfettwerte, Fettleber oder eine Pankreatitis auf, sollte die Ration fettarm sein. Futterart, Futtermenge und Fütterungszeit sollten möglichst gleichbleibend sein. Der Fütterungszeitpunkt ist so zu wählen, dass das Insulin bereits in der Blutbahn ist, wenn es zur Glucoseaufnahme in das Blut kommt. Bei Verwendung von Caninsulin ist eine Fütterung 30 Minuten vor der Insulingabe optimal. Bei zweimaliger Insulinanwendung am Tag sind auch zwei Mahlzeiten sinnvoll. Bei einmal-täglicher Insulingabe, die allerdings selten zu einer guten Einstellung führt, sollte eine zweite Fütterung zum Zeitpunkt des Nadirs erfolgen.
Mit ProZinc ist es möglich, den Hund mit nur einer Insulingabe pro Tag gut einzustellen. Der Hund kann zweimal täglich gefüttert werden, das Insulin wird dann morgens zeitgleich mit der ersten Fütterung oder direkt anschließend verabreicht. Die zweite Fütterung sollte etwa neun bis zehn Stunden später erfolgen.
Minimierung von physischem und psychischem Stress (z. B. keine ungewohnte körperliche Belastung).
Außerdem müssen weitere eventuell vorliegende Grundkrankheiten ausgeschlossen bzw. behandelt werden. Auch Begleitkrankheiten müssen diagnostiziert und behandelt werden, da sie die Wirksamkeit des verabreichten Insulins senken können. 21 % der an Diabetes mellitus erkrankten Hunde entwickeln eine meist subklinische Harnblasenentzündung.

### Insulinresistenz
Als Insulinresistenz bezeichnet man den Zustand, wenn mit einer Insulintherapie keine oder keine ausreichende Senkung des Blutzuckers erreicht werden kann. Lässt sich durch eine zweimal tägliche Dosis von 1,5 I.E./kg Körpermasse der Blutzuckerspiegel nicht unter 300 mg/dl senken, spricht dies für eine Insulinresistenz. Hierbei müssen zunächst Anwendungsfehler (falsche Injektionstechnik, falsche Dosierung, unwirksam gewordenes Insulin, Fütterung) ausgeschlossen sowie eventuell wegen anderer Erkrankungen verabreichte Diabetes-auslösende Medikamente wie Glucocorticoide oder Megestrol abgeklärt werden. Häufigste Ursachen für eine Insulinresistenz sind andere Erkrankungen wie ein Cushing-Syndrom, bakterielle Infektionen, Schilddrüsenunterfunktion, Herz-, Leber- und Nierenerkrankungen sowie Bauchspeicheldrüsenentzündungen. Nur in etwa 5 % der Fälle werden Antikörper gegen das verabreichte Insulin gebildet, dann sollte ein anderes Insulin verwendet werden.

### Home Monitoring
Wie in der Humanmedizin kann auch beim Hund ein Home Monitoring, d. h. die Kontrolle der Zuckerwerte zu Hause mit einem Blutzucker-Messgerät, durchgeführt werden. Das Verfahren ist bei Hunden zwar nicht so essentiell wie bei Katzen, in der Insulineinstellungsphase aber auf jeden Fall empfehlenswert.
Hierbei wird von einem Blutstropfen mit einem Blutzuckermessgerät der Blutzuckerwert bestimmt, optimal mit mehreren Messungen (Tagesprofil). Dieses Home Monitoring hat den großen Vorteil, dass eine drohende Unterzuckerung frühzeitig erkannt wird. Außerdem kann die Insulinbehandlung besser auf den individuellen Alltag abgestimmt werden. Das Home-Monitoring ist einfach und von jedem Hundebesitzer erlernbar. Es sollte bei gut eingestellten Hunden einmal alle zwei Wochen durchgeführt werden. Eine tierärztliche Kontrolle ist alle drei bis vier Monate empfehlenswert.

## Unterzuckerung
Auch bei einem gut eingestellten Hund kann es zu einer Unterzuckerung (Hypoglykämie), d. h. zu einem zu niedrigen Blutzuckerwert, kommen. Die Anzeichen dafür sind starker Hunger, Unruhe, Zittern, Bewegungsstörungen (Zuckungen) bis hin zum Koma. Eine Unterzuckerung ist immer ein Notfall und muss sofort behoben werden.
Als Gegenmaßnahmen werden empfohlen:
- Anbieten von Futter
- Einflößen einer Zuckerlösung (Traubenzucker, Honig oder Glukosesirup) in das Maul,
- Gabe eines Würfelzuckers oder von Traubenzucker unter die Zunge,

Sollten diese Maßnahmen nicht zum Erfolg führen, ist eine umgehende Vorstellung beim Tierarzt unumgänglich.